# Barraques. L'altra ciutat
Barraques. L'altra ciutat (Barracas. La otra ciudad) es un documental producido por el canal autonómico TV3 en el marco del programa informativo 30 minuts, y emitido por primera vez el domingo 5 de abril de 2009, . En él se habla del fenómeno del chabolismo, que se convirtió en una cruda realidad de discriminación económica y social que afectó, solo en Barcelona, a unas 100.000 personas en el transcurso del siglo XX. Posteriormente, a partir de este trabajo, surgió el documental Barraques. La ciutat oblidada.
Barracas, la otra ciudad recibió el Premi de Civisme que otorga el Departamento de Gobernación de la Generalidad de Cataluña.
Los periodistas encargados de documentar este reportaje, Sara Grimal y Alonso Carnicer, junto con los demás miembros de la comisión ciudadana para la recuperación de la memoria de los barrios de barracas de Barcelona, hicieron llegar al ayuntamiento de Barcelona la demanda de que se recuerden los barrios de chabolas que existieron en Barcelona a lo largo de tantos años. El 23 de marzo de 2011 un tramo de 500 metros de la playa de Barcelona recuperó el nombre de playa del Somorrostro.
El fenómeno del chabolismo se prolongó casi hasta los Juegos Olímpicos de Barcelona'92. Este evento supuso para la ciudad una de las mayores transformaciones urbanísticas de su historia. Uno de los principales núcleos del barraquismo, el Somorrostro, que había llegado a tener más de 2.400 chabolas en 1954, se fue reduciendo por las sucesivas fases de construcción del Paseo Marítimo, inauguradas los años 1959 y 1964. El barrio fue derribado en junio de 1966, con la excusa de la celebración en Barcelona de la "Primera Semana  Naval", que incluía un simulacro de desembarco naval en la playa de la Barceloneta. Toda esta zona del litoral dio paso, años más tarde, a lo que hoy se conoce como Puerto Olímpico, y la recuperación de las playas del Somorrostro, la Nova Icaria, el Bogatell y de la Mar Bella, a la altura del barrio de El Pueblo Nuevo de Barcelona.
Las barracas se establecieron en el litoral barcelonés, Somorrostro y el Campo de la Bota, La Perona, Pequín, en el barrio de El Carmelo, en el Torrent de l'Animeta y en muchos otros núcleos en la montaña de Montjuic, además de varios barrios periféricos de Barcelona.